# Ciutadans de Catalunya
La asociación Ciutadans de Catalunya (Ciudadanos de Cataluña en español) fue una plataforma cívica y cultural impulsada por un grupo de intelectuales catalanes opuestos al nacionalismo catalán, que consideraban que sus posiciones no nacionalistas no estaban representadas políticamente en Cataluña. Dio origen al partido político español Ciudadanos-Partido de la Ciudadanía. La asociación tomó el nombre de Ciutadans de Catalunya a partir de la famosa frase de Josep Tarradellas “Ciutadans de Catalunya, ja sóc aquí" (en español "Ciudadanos de Cataluña, ya estoy aquí"), que utilizó en su primera intervención pública tras volver del exilio para referirse a todos los ciudadanos de Cataluña (ciutadans de Catalunya), más allá de que fueran originarios de Cataluña o de fuera, en vez de únicamente a los oriundos de Cataluña (catalans)[cita requerida]. 
Entre sus fundadores estuvieron quince intelectuales y profesionales locales (la mayoría, periodistas, editores, articulistas o profesores universitarios); estos quince eran el escritor Félix de Azúa, el dramaturgo y actor Albert Boadella, el catedrático de Derecho Constitucional Francesc de Carreras, el periodista Arcadi Espada, la escritora Teresa Giménez Barbat, la poeta y ensayista Ana Nuño, el profesor de Economía, Ética y Ciencias Sociales Félix Ovejero, el antropólogo Félix Pérez Romera, el periodista y profesor de periodismo Xavier Pericay, el escritor y crítico literario Ponç Puigdevall, el profesor de Economía y Empresa José Vicente Rodríguez Mora, el filólogo y profesor universitario Ferran Toutain, y los ya fallecidos  Carlos Trías Sagnier (2007) escritor, el periodista y poeta Iván Tubau (2016) y el escritor Horacio Vázquez-Rial (2012). 
Conviene no confundir la asociación Ciutadans de Catalunya con el partido Ciudadanos-Partido de la Ciudadanía, pese a la similitud de su nombre y que uno tenga el origen en el otro; uno es una asociación cultural y el otro es un partido político.

## Historia
El 7 de junio de 2005 la asociación Ciutadans de Catalunya dio a conocer a la prensa un Primer Manifiesto titulado «Por la creación de un nuevo partido político en Cataluña», cuyo objetivo era tomar el pulso del deseo de la ciudadanía de encontrar un nuevo partido político mediante la presentación de dicho manifiesto por toda Cataluña.
En este manifiesto llamaban a la ciudadanía a la creación de un nuevo partido político que se preocupara de los problemas reales de la ciudadanía, de buscar soluciones a éstos y olvidase un problema identitario catalán, que consideraban ficticio y trasnochado, al cual se comprometían impulsar. El 21 de junio de 2005, en el Centro de Cultura Contemporánea de Barcelona (CCCB), fue presentado públicamente dicho manifiesto con gran éxito, confirmando con ello que no estaban solos en el diagnóstico de esta necesidad. 

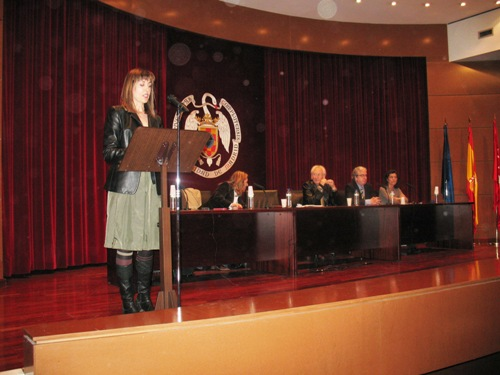
Teresa Giménez Barbat, presidenta de la asociación.

El 4 de marzo de 2006, se presenta el Segundo Manifiesto de Ciutadans de Cataluña, en el teatro Tívoli de Barcelona. Dicho teatro tiene un aforo de 1600 personas; el teatro se llenó, quedándose en la calle sin poder entrar mil personas más.[cita requerida] Los principios de este Segundo Manifiesto eran: ciudadanía, libertad e igualdad, laicismo, bilingüismo y constitución.
La asociación se presentó en Madrid el 9 de mayo de 2006, en el teatro Reina Victoria. Su aforo de 800 personas quedó desbordado y quedaron 200 personas sin poder entrar en la sala. La asociación también se presentó en Bilbao [cita requerida].
A partir del Segundo Manifiesto se empezó a gestar un proyecto que acabaría desembocando en la creación del partido político Ciudadanos-Partido de la Ciudadanía. Los días 8 y 9 de julio de 2006, se celebró el Congreso Constituyente del Partido, adoptando el nombre ya indicado, aprobándose un reglamento interno y los órganos de representación de este y eligiéndose a Albert Rivera como Presidente del Partido.  
El 16 de septiembre de 2006 se anunció la candidatura de Ciudadanos-Partido de la Ciudadanía a las Elecciones Autonómicas de Cataluña. Esta presentación tuvo lugar en el emblemático Palacio de la Música Catalana.
Por su parte, el día 28 del mismo mes, en Asamblea General Extraordinaria de la asociación, Teresa Giménez Barbat, miembro del grupo impulsor, fue nombrada Presidenta de la asociación Ciutadans de Catalunya. El resto de la directiva quedó formada por: Ricard Tàsies, secretario; Almudena Semur, tesorera; y Carlota Andreu, vocal.

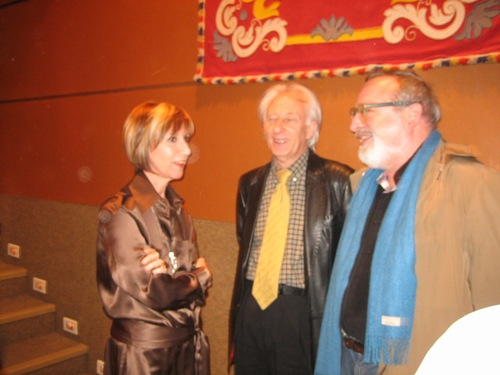
Acto de Ciutadans de Cataluña en Madrid: Rosa Díez, Albert Boadella y Fernando Savater.

El 29 de diciembre de 2006, en asamblea general extraordinaria, y contrario a su inicial táctica de propiciar el trasvase de todos sus miembros al partido, se determinó el cambio estatutario que permite a la asociación Ciutadans de Catalunya seguir con su actividad. Ese mismo día se anunció que Albert Boadella había donado íntegramente el importe del premio otorgado como reconocimiento a su persona por el periódico El Mundo a esta asociación, dando así un importante impulso al proyecto. Por este motivo, en sesión celebrada el 24 de enero de 2007 la Junta Directiva decidió nombrarle Socio de Honor.
La ex-eurodiputada socialista y antigua portavoz de Unión Progreso y Democracia Rosa Díez y el filósofo Fernando Savater también han intervenido con frecuencia en sus actos, mostrándoles su apoyo.
De cara a las elecciones al Parlamento de Cataluña de 2010 Arcadi Espada, Xavier Pericay, Francesc de Carreras, Félix de Azúa y Félix Ovejero (junto con personalidad ajenas a la asociación como Serafín Marín, Javier Nart, Mikel Buesa, Iñaki Ezkerra o Pablo Castellano) monstraron su apoyo a Cs, mientras que Albert Boadella y María Teresa Giménez Barbat (junto a Fernando Savater) lo hicieron a UPyD.

## Incidentes
El 5 de junio de 2006, durante su campaña para el referéndum de aprobación del estatuto, Arcadi Espada y otros miembros de la plataforma fueron agredidos por un grupo de independentistas catalanes. Pese a que la policía autonómica —acusada de pasividad por el agredido— desmintió la agresión en un primer momento, todos los grupos políticos, incluidos los nacionalistas, la condenaron. La veterana periodista y subdirectora de El Mundo Victoria Prego fue testigo de todo ello y lo plasmó en dos artículos. Ciudadanos-Partido de la Ciudadanía formalizó una denuncia ante los juzgados de Gerona. A propuesta del PP, el Pleno del Congreso español aprobó de forma unánime un día después una declaración institucional para condenar la agresión de la que fue objeto.

## Reconocimientos
- El 6 de julio de 2005 se presentaba en Bilbao el manifiesto "Por la convivencia, contra el fanatismo", en el que destacados integrantes de la Fundación para la Libertad (como Fernando Savater, Agustín Ibarrola o Rosa Díez) se solidarizaban con Ciutadans de Catalunya tras la publicación del artículo de Oriol Malló Falangistas taxidermistas.[10]

- El 26 de noviembre de 2005, la Fundación Gregorio Ordóñez concedió su IX Premio Anual a la plataforma Ciutadans de Catalunya por su «manifiesta labor contra el totalitarismo nacionalista».

## Elecciones al Parlamento Europeo de 2024 (España)
- ¡Basta Ya!, Plataforma Pro y Nexo (plataforma)/Cree (Partido Político) y exmiembros a título personal de Unión Progreso y Democracia, Ciutadans de Catalunya/Ciudadanos (España) y Contigo Somos Democracia se fusionan en La Tercera España como impulsores están Fernando Savater, Francisco Igea, Francisco Sosa Wagner, Edmundo Bal o Cristiano Brown y otros 41 miembros en su manifiesto.[11] [12]